# Mariene provincie Warme Gematigde Noordwestelijke Stille Oceaan
De Mariene provincie Warme Gematigde Noordwestelijke Stille Oceaan (9) (Engels: Warm Temperate Northwest Pacific marine province) is een biogeografische provincie en ligt in het westen van de Grote Oceaan in het Marien rijk Gematigde Noordelijke Stille Oceaan. De mariene provincie is vastgesteld door het World Wide Fund for Nature en The Nature Conservancy en is vernoemd naar de warme gematigde wateren in het noordwesten van de Stille Oceaan.
In het noorden grenst het gebied aan de mariene provincie Koude Gematigde Noordwestelijke Stille Oceaan (8), in het zuidoosten aan de mariene provincie Tropische Noordwestelijke Stille Oceaan (29), in het zuiden aan de mariene provincie Zuidelijke Kuroshiostroom (28) en in het zuidwesten aan de mariene provincie Zuid-Chinese Zee (25).

## Geografie
De mariene provincie ligt voor de oostkust van China, de noord- en oostkust van Taiwan, de zuidkust van Japan en de zuidkust van Zuid-Korea.

## Biogeografie
Het gebied kent zeeleven dat houdt van gematigde temperaturen.

## Mariene ecoregio's
Deze mariene provincie bestaat uit 2 mariene ecoregio's:
- Mariene ecoregio Kuroshiostroom (51)
- Mariene ecoregio Oost-Chinese Zee (52)